# Димівка
Перше травня — село в Україні, у Броварському районі Київської області. Входить до складу Великодимерської селищної громади. Населення становить 69 осіб.

## Назва
19 вересня 2024 року Верховна Рада підтримала перейменування села Перше Травня на Димівка. 26 вересня 2024 року перейменування набуло чинності.